# 斜帶紫魚
斜帶紫魚，又稱橫帶花笛鯛、橫帶姬鯛，俗名紅魚，為輻鰭魚綱鱸形目鱸亞目笛鯛科的其中一個種。

## 分布
本魚分布於印度太平洋區，包括紅海、東非、大溪地、澳洲、羅得豪島、夏威夷、台灣、社會群島、日本南部、馬達加斯加、模里西斯、塞席爾群島、馬爾地夫、斯里蘭卡、印度、安達曼海、泰國、緬甸、馬來西亞、菲律賓、印尼、中國沿海、馬里亞納群島、馬紹爾群島、諾魯、帛琉、密克羅尼西亞、新喀里多尼亞、斐濟群島、吐瓦魯、吉里巴斯、東加等海域。

## 深度
水深70至300公尺。

## 特徵
本魚體呈卵圓形，側扁；眶間隔隆起，眼前方無溝槽。下頜突出於上頜；上頜骨末端延伸至眼中部的下方；上頜骨無鱗。上下頜骨具帶狀齒，外列齒擴大，前方數齒呈犬齒狀；鋤骨具三角形齒帶且其後方無突出部；腭骨亦具齒帶。體被中小型櫛鱗，背鰭及臀鰭上均裸露無鱗；側線完全且平直，側線鱗數63至67枚。背鰭硬軟鰭條間無深刻；背鰭與臀鰭最末之軟條皆略為延長而較前方鰭條長；背鰭硬棘10枚，軟條10至11枚；臀鰭硬棘3枚，軟條8枚；胸鰭長約等於頭長；尾鰭深叉。體色呈淡赤色，有4至5條黃色帶，但無藍色小斑駁及蠕蟲狀紋。背鰭鮮黃色；尾鰭及胸鰭橘黃色；腹鰭及臀鰭淡粉紅色或淡色。體長可達300公分。

## 生態
棲息越深體型越大，成魚多棲息於深海，偶而會靠岸覓食；老成魚行動緩慢，易受其他魚類咬傷。主要以底棲魚類、甲殼類及被囊類動物等為食。

## 經濟利用
食用魚，適宜煎食或煮湯。